# Rasmus Bille Bähncke
Rasmus Bille Bähncke (også stavet Rasmus Bille Bahncke, født 16. april 1973) er en dansk sangskriver og musikproducer og keyboardspiller. Han er en af grundlæggerne af produktionsteam’et Supaflyas og en del af det New York-baserede studie ‘This Is Care Of’.
Som sangskriver og producer har han arbejdet med bl.a. Backstreet Boys, CeCe Winans, Sting, Blue, Miley Cyrus, Aura Dione, Fagget Fairys og Hessismore.